# Wantoch (továrna na likéry)

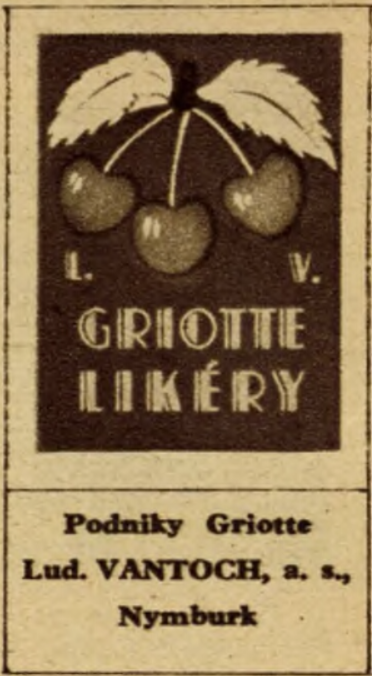
Reklama firmy Vantoch, 1939

Wantoch – továrna na likéry byl podnik, který v Nymburce a Lysé nad Labem založila a do roku 1948 vlastnila rodina Wantochů. Rodina získala tři ochranné známky na likéry Griotte, Sagavír a Peppermint. Vyráběli také octy, hořčici a obchodovali s čajem, slivovicí, v sortimentu byly i čokoládové bonbony plněné likérem.

## Historie rodiny Wantochů
Velice rozvětvená židovská rodina pocházela z Hroubovic u Chrudimi. V souvislosti se zrovnoprávněním Židů po roce 1867, kdy se mohli Židé mohli svobodně stěhovat a měli stejná práva jako ostatní, se rodina Leopolda Wantocha přestěhovala v roce 1869 i se dvěma syny Ludvíkem, narozeným 8. března 1856, a Gustavem, narozeným 28. dubna 1858, do Nymburka. Tito dva bratři později v roce 1882 koupili dům v Nymburce v Boleslavské ulici č.p. 134. Věnovali se výrobě různých likérů, dodávali i do vojenských posádek v Milovicích. Když Ludvík Wantoch ovdověl, bratři se rozešli a začali podnikat každý v jiném městě. Ludvík Wantoch v roce 1878 založil továrnu na likéry v Nymburce, Gustav se věnoval od roku 1890 v Lysé nad Labem výrobě octa. V roce 1889 koupil domy čp. 117 a 118, ze kterých se postupně stala továrna. Tyto dvě továrny se rozrůstaly a podniky se staly úspěšnými. Po vzniku Československa se k rodinnému podnikání přidali i jejich synové. Leopold Wantoch si v roce 1922, v souvislosti se žádostí o zapsání nové firmy, změnil jméno na Vantoch. V dokumentech užívali členové rodiny nadále jména Wantoch, na etiketách výrobků však jméno Vantoch.
V Československu se rodině dařilo, přišly i rodinné spory, ale podnik a jeho výrobky byly populární. Děti studovaly, podnikání se dostalo na vysokou úroveň. S nástupem fašizmu v Německu a vznikem Protektorátu se situace Židů rychle zhoršovala. Jako i v jiných městech Židé o podniky přišli, od roku 1941 nastaly transporty, a to se týkalo i Wantochů. Někteří se snažili uprchnout a jen několika mladším se to povedlo. Všichni ostatní zemřeli v koncentračních táborech. Pouze 3 členové rodiny válku přežili. Ervín Wantoch, syn Ludvíka Wantocha, Hanuš a Milena Wantochovi, vnuci Gustava Wantocha. Hanušovi se podařilo dostat do Anglie a v roce 1940 se přihlásil do zahraniční armády v Anglii, Milena pracovala jako služebná, později jako ošetřovatelka. Po návratu domů v roce 1945 se pustili do obnovení podniku v Nymburce. Přestože se to dařilo, přišel rok 1948 a likérky se už 25. února ocitly v hledáčku Národní správy a z továren se stal národní podnik. Hanuš Wantoch byl dokonce zatčen a obviněn z velezrady. Už roce 1948 se mu podařilo emigrovat a dostal se do Kanady, kde úspěšně podnikal. Hanuš, který si v Kanadě změnil jméno na John Van Toch, zemřel 27. listopadu 2011. Milena se svým manželem žila v USA na Floridě

## Historie továren Wantoch

### Továrna v Nymburce 1902–1928
Továrna sídlila ve Zbožské ulici v Nymburce, vyráběla různé likéry a lihoviny pod názvy Griotte, Sagavír, Peppermint, Čertův likér, Merunkovice atd.
Ludvík Wantoch podnikal s úředním povolením už za Rakouska-Uherska. Od roku 1889 působil ve vesnici Krchleby, kde měl výčep a koloniál. Vyráběl likéry, na griotku dokonce získal ochrannou známku a dodával ji i na císařský dvůr. V roce 1902 byl podnik zapsán do rejstříku firem jako „Jediná továrna na specielní výrobu likérů a extraktů Griotte v Nymburce v Čechách“. V roce 1911 koupil Ludvík Wantoch pozemky v Nymburce, dokončil výstavbu nové továrny v Nymburce a vilu pro rodinu ve Zbožské ulici. V roce 1913 založil se syny Evženem a Viktorem akciovou společnost a zavedl výrobu lihu. Během první světové války dodával lihoviny armádě. Firma byla známá v Evropě, měla zastoupení v Berlíně. V roce 1921 Ervín Wantoch, syn Gustava Wantocha, založil nové firmy s podobným artiklem a nastaly vleklé rodinné spory doprovázené finančními ztrátami.  Poválečné problémy se prohloubily a nastal pomalý úpadek. Následovaly spory o ochranné známky likérů Griotte a Sagavír. Synové založili vlastní firmy. Viktor Wantoch podnikal v Drážďanech, vyráběl griotku a také čokoládové bonbony. Po vleklých sporech v rodině, v důsledku pádu banky Bohemia se firma ocitla v potížích. V roce 1928 firma již prakticky neexistovala. V květnu 1928 zemřel Ludvík Wantoch. Podnik nakonec koupili synové Gustava Wantocha Max a Otto a firma v Nymburce pokračovala ve výrobě pod jejich vedením.

### Továrna v Lysé nad Labem 1889–1928
Továrna sídlila v Poděbradově ulici 118, vyráběla estragonový, vinný, lihový ocet, vedla obchod s čajem, slivovicí a vínem, později vyráběla hořčici Guwa.
Gustav Wantoch začal podnikat v Lysé nad Labem v roce 1890. Vyráběl hlavně různé druhy octa. Obchodoval s čajem, slivovicí a vínem. V roce 1889 koupil dům č.p. 117 a přikoupil dům č.p. 118. (dnes Poděbradova ulice). Zde vybudoval továrnu a rodinnou vilu. V roce 1919 předal firmu synům Ottovi a Maxovi. Gustav Wantoch zemřel 1. února 1921. Synové nakonec koupili továrnu v Nymburce, aby ji pro rodinu zachránili a pokračovali ve výrobě. V 1928 byla továrna v Lysé uzavřena, objekt byl prodán a výroba pokračovala v Nymburce

### Továrna v Nymburce po roce 1928
Továrna sídlila ve Zbožské ulici, vyráběla tradiční ovocné likéry, hořčici, vinný mošt, višňový džem.
Otto a Max Wantochovi přenesli z Lysé nad Labem také sortiment jako například hořčici Guwa, ovocná vína, hroznový mošt. V roce 1933 začali vyrábět višňový džem značky Griotte.
Max nechal vysázet za továrnou ovocný sad a podařilo se i vypěstovat novou odrůdu višně – Vantochova višeň. Sad existoval do roku 1947. Do podnikání se zapojil i syn Maxe Miloš a syn Otty Hanuš. Během druhé světové války výroba v továrně pokračovala, ale sortiment se změnil. Vyráběl se umělý med, hořčice, marmelády a ocet. Výroba likérů značně poklesla.

### Továrna v Nymburce  po roce 1948 a ukončení činnosti
V tomto období sídlila továrna nadále ve Zbožské ulici, vyráběla ovocné sirupy a marmelády, později konzervovanou zeleninu a hotová jídla.
Už v únoru 1948 byl podnik začleněn do Středočeských lihovarů a drožďáren, Národní podnik v Kolíně. Byla zrušena výroba octa a hořčice. V roce 1952 byl podnik přiřazen ke Středočeské Frutě, n.p. Výroba lihovin přešla do Mochova. Od sedmdesátých let 20. století byla utlumována výroba sirupů a ovocných produktů, kromě marmelád. Vzrůstala výroba hotových jídel a konzervované zeleniny. V roce 1993 byl podnik privatizován. Vzniklo Zelko, s.r.o. v roce 2010 firma ukončila činnost. Objekt byl demolován 10. března 2022, zůstala jen věž.

## Griotka Wantoch v kultuře
Výrobek firmy Wantoch oslavil Bohumil Hrabal rozvitou větou v románu Postřižiny a v povídce Krásná řeznice:
| „                            | ...Boďa měl takovou radost, že vydělal na výhodné koupi zeleniny dvě koruny, že pokračoval v takzvané velké rundě, to jest, ještě se stavil na Knížecí, na černou kávu s originál jamajským rumem, aby se pak zastavil na stojačku u speciálního výčepu firmy Louis Wantoch a vypil kalíšek griotky jako radostnou tečku za tak výhodným nákupem... | “ |
| — Bohumil Hrabal: Postřižiny | |   |

| „                                | ...paní Majerová...vytáhla pak červenou láhev s višňovým likérem, odzátkovala a přičichla, pak znalecky nasadila nosní dírku a přikývla: Tady ochutnejte griotku. Slavnou Wantochovu griotku s vůní hořkých mandlí! | “ |
| — Bohumil Hrabal: Krásná řeznice | |   |